# Les 400 coups (maison d'édition)
Pour les articles homonymes, voir Les Quatre Cents Coups (homonymie).
Les éditions Les 400 Coups sont une maison d'édition québécoise spécialisée en littérature jeunesse. Leurs albums sont disponibles au Canada et dans la francophonie européenne (France, Belgique, Suisse).

## Historique
Les 400 Coups sont créés en 1995 à Montréal par Serge Théroux, directeur de diffusion Dimédia, et Pierre Belle, cofondateur de l’imprimerie Mille-Îles. En 2008, la maison d’édition est acquise par le groupe éditorial Caractère, qui est lui-même acheté en 2012 par les Éditions Transcontinental sans que Les 400 Coups ne fassent partie de la transaction. En 2013, Simon de Jocas, ancien enseignant et conseiller pédagogique et représentant pour les Éditions Beauchemin, devient l’unique propriétaire et le directeur général de la maison Les 400 coups.
Avant le rachat par Simon de Jocas, Les 400 Coups possèdent plus de trente collections en jeunesse, adulte et bande dessinée. Les collections adultes sont, depuis 2013, produites par les Éditions Somme Toute. La même année, Mécanique Générale, qui était initialement une des collections de bandes dessinées, devient une maison d’édition indépendante. La collection « Coups de tête » a été quant à elle rachetée par les Éditions Tête Première.
Depuis 2013, Les 400 Coups se recentrent sur les albums jeunesses, à destination des 0-12 ans. Ces ouvrages, jusqu’alors publiés dans vingt-sept collections différentes, sont maintenant répartis en six collections.
En 2020, les 400 Coups remportent le prix BOP 2020 du meilleur éditeur jeunesse en Amérique du Nord de la Foire du livre jeunesse de Bologne.
Les albums des 400 Coups sont distribués par le diffuseur-distributeur Dimédia au Canada et par le diffuseur-distributeur Interforum en Europe.
Au fil de ses années d’activité, la maison a publié des créateurs et créatrices de renom tels que Manon Gauthier, François Gravel, Isabelle Arsenault, Michaël Escoffier et Élise Gravel, pour n’en nommer que quelques-uns.

## Collections
La maison d'édition compte actuellement sept collections. La collection Carré-Blanc regroupe des livres engagés aux thématiques variées (la guerre, la violence conjugale, la mort, etc.) Grimace présente quant à elle des albums à l'humour irrévérencieux, alors que la collection Hop là! mise sur des livres hors normes, originaux et des coups de cœur. La collection Mes premiers coups est destinée aux 0-3 ans, avec des albums humoristiques tout carton. Mémoire d'images met en lumière des albums historiques qui racontent le passé à partir de photos d'archives. La collection 400 coups rassemble des albums d'ici ou d'ailleurs, ainsi que les albums des anciennes collections de la maison d'édition, avant son acquisition par Simon de Jocas.
La maison lance en 2021 la collection Les grandes voix, qui met en images des textes porteurs de sens, atypiques et étonnants. Chaque texte de cette collection est associé à un illustrateur qui présente sa vision personnelle de l'œuvre. Les auteurs David Goudreault et Raymond Lévesque inaugurent cette nouvelle collection avec les albums J'en appelle à la poésie et Quand les hommes vivront d'amour, respectivement illustrés par Laurent Pinabel et Pierre Pratt.

## International
La maison d’édition jouit d’une bonne réputation à l’international. Elle a obtenu en 2020 le prix du meilleur éditeur jeunesse d’Amérique du Nord, remis lors de la Foire internationale du livre jeunesse de Bologne. Cette foire consacrée à la littérature jeunesse est la plus importante au monde. De nombreux albums de la maison ont été traduits dans différentes langues, dont l’anglais, l’espagnol, le coréen, l’ukrainien et le népalais.

## Principaux prix littéraires
Prix du Gouverneur général : littérature jeunesse de langue française - illustration
- 1997 : Danielle Marcotte, Stéphane Poulin, Poil de serpent, dent d'araignée
- 1999 : Olivier Lasser, Stéphane Jorisch, Charlotte et l’île du Destin
- 2000 : Anne Villeneuve, L’Écharpe rouge
- 2001 : Yukio Tsuchiya, Bruce Roberts, Traduction de Michèle Marineau, Fidèles éléphants
- 2003 : Carole Tremblay, Virginie Egger, Recette d’éléphant à la sauce vieux pneu
- 2004 : Marie-Francine Hébert, Janice Nadeau, Nul poisson où aller
- 2005 : Marie-Danielle Croteau, Isabelle Arsenault, Le Cœur de monsieur Gauguin
- 2007 : Danielle Simard, Geneviève Côté, La Petite Rapporteuse de mots
- 2020 : Finaliste, Valérie Fontaine, Nathalie Dion, Le grand méchant loup dans ma maison[12]
- 2021 : Finaliste, François Gravel, Laurent Pinabel, La langue au chat et autres poèmes pas bêtes[13]
- 2022 : Finaliste, Orbie, La fin des poux[14]

Prix TD de littérature canadienne pour l’enfance et la jeunesse
- 2007 : André Leblanc, L’Envers de la chanson
- 2009 : Anne Villeneuve, Chère Traudi
- 2022 : Finaliste, Orbie, La fin des poux[15]
- 2022 : Finaliste, Hugo Léger, Julie Rocheleau, Les devoirs d’Edmond[15]

Prix du livre M. Christie
Catégorie 7 ans et moins
- 1996 : Danielle Marcotte, Stéphane Poulin, Poil de serpent, dent d’araignée
- 1998 : Robert Soulières, Anne Villeneuve, Une gardienne pour Étienne !
- 2003 : Dominique Demers, Fanny, Le Zloukch (Sceau d'argent)

Catégorie 8-11 ans
- 2003 : Élise Gravel, J’élève mon monstre

Catégorie 12-16 ans
- 2003 : Marie-Francine Hébert, Janice Nadeau, Nul poisson où aller (Sceau d'argent)

Grand Prix Lux
Catégorie livres d'enfants
- 2003 : Bruce Roberts, Noir, Blanc ou Poil de Carotte
- 2004 : Marie-Francine Hébert, Janice Nadeau, Nul poisson où aller
- 2005 : Marie-Danielle Croteau, Isabelle Arsenault, Le Cœur de monsieur Gauguin
- 2007 : François Gravel, Virginie Egger Débile toi-même ! et autres poèmes tordus
- 2010 : Claire Vigneau, Bruce Roberts, Le Chasseur de loups-marins
- 2019 : Gagnant, François Gravel, Laurent Pinabel, Petits déjeuners autour du monde

Prix Cécile-Gagnon
- 2004 : Francine P. Caron, Nicole Claveloux, Mon Gugus à moi
- 2013 : Valérie Boivin, Un après-midi chez Jules
- 2016 : Julie Pearson, Manon Gauthier, Elliot
- 2019 : Finaliste, Anne-Marie Gagnon, Yves Dumont, Une visite inattendue[16]
- 2019 : Finaliste, May Sansregret, Richard Écrapou, L'attaque de la noiceur[16]
- 2021 : Finaliste, Roxane Brouillard, Giulia Sagramola, Mon chien banane[17]
- 2021 : Finaliste, Andrée-Anne Cyr, Bérengère Delaporte, Je t'aimais déjà[17]

Prix des libraires du Québec
Catégorie 0-5 ans Québec
- 2016 : Finaliste, Michaël Escoffier, PisHier, Au voleur
- 2015 : Gagnant, Pierrette Dubé, Orbie, La Petite Truie, le vélo et la lune
- 2020 : Finaliste, Orbie, La corde à linge[18]
- 2021 : Liste préliminaire, Roxane Brouillard, Giulia Sagramola, Mon chien banane[19]
- 2023 : Liste préliminaire, Élodie Duhameau, Le croco qui vit chez papi[20]

Catégorie 0-5 ans Hors Québec
- 2021 : Liste préliminaire, Jean-Baptiste Drouot, Va chercher le pain[19]
- 2022 : Gagnant, Meritxell Mart, Xavier Salom, Sous les vagues[21]

Catégorie 6-11 ans Québec
- 2021 : Liste préliminaire, Valérie Fontaine, Nathalie Dion, Le grand méchant loup dans ma maison[19]
- 2023 : Liste préliminaire, Roxane Brouillard, Giulia Sagramola, As-tu vu ma bicyclette?[20]

Catégorie 6-10 ans Hors Québec
- 2016 : Finaliste, Gonzalo Moure, Alicia Varela, Le Hareng rouge
- 2016 : Finaliste, Thomas Scotto, Barroux, Une guerre pour moi
- 2023 : Liste préliminaire, Nikola Huppertz, Tobias Krejtschi, Maman est une fée[20]

Prix Québec-Wallonie-Bruxelles de littérature de jeunesse
- 2000 : Anne Villeneuve, L’Écharpe rouge, catégorie Album couleur
- 2007 :  Pierrette Dubé, Caroline Hamel, Maman s'est perdue, catégorie Jeune public de 6 à 9 ans
- 2011 :  Claire Vigneau, Bruce Roberts, Le Chasseur de loups-marins, catégorie Romans et albums d’apprentissage et de réflexion pour les jeunes de 9 à 12 ans

Union internationale pour les livres de jeunesse (IBBY)
- 1998 : Danielle Marcotte, Stéphane Poulin, Poil de serpent, dent d’araignée
- 2009 : Danielle Simard, Geneviève Côté, La Petite Rapporteuse de mots

Sélection The White Ravens, à bibliothèque internationale de la jeunesse de Munich
- 1998 : Thierry Lenain, Stéphane Poulin, Petit zizi
- 2004 : Bruce Roberts, Noir, Blanc ou Poil de Carotte
- 2005 : Marie-Francine Hébert, Janice Nadeau, Nul poisson où aller
- 2020 : Pierrette Dubé, Audrey Malo, Les fables extravagantes de Conrad le corbeau

Prix des Incorruptibles
Catégorie CE1
- 2003 : Mem Fox, Nicholas Wilton, traduction par Michèle Marineau, Plumes et Prises de bec

Prix Espiègle
- 2018 : Finaliste, François Blais, Valérie Boivin, Le Livre où la poule meurt à la fin
- 2018 : Finaliste, Pierrette Dubé, Guillaume Perreault, Petite histoire pour effrayer les ogres
- 2018 : Gagnant, Marie-Francine Hébert, Jean-Luc Trudel, Pow Pow, t'es mort!
- 2017 : Finaliste, Anna Llenas, Le Vide
- 2019 : Finaliste, Sophie Siers, Anne Villeneuve, Cher Donald Trump
- 2021 : Gagnant, Valérie Fontaine, Nathalie Dion, Le grand méchant loup dans ma maison
- 2022 : Finaliste, Andrée-Anne Cyr, Bérangère Delaporte, Je t'aimais déjà
- 2022 : Finaliste, Hugo Léger, Julie Rocheleau, Les devoirs d'Edmond
- 2023 : Finaliste, Annie Bacon, Louise Laurent, De la beauté

Prix Harry Black
- 2017 : Finaliste, Élise Gravel, N'importe quoi![22]
- 2021 : Finaliste, François Blais, Valérie Boivin, L'horoscope[23]
- 2021 : Finaliste, Valérie Fontaine, Nathalie Dion, Le grand méchant loup dans ma maison[23]

Prix Peuplier
- 2017 : Finaliste, Rhéa Dufresne, Philippe Béha, Sauve-qui-peut l'été[24]
- 2017 : Finaliste, Marie-Francine Hébert, Guillaume Perreault, Le Bedon de madame Loubidou[24]
- 2017 : Finaliste, Pierrette Dubé, Aurélie Grand, Le Ballon d'Émilio[24]
- 2018 : Finaliste, François Blais, Valérie Boivin, 752 Lapins[25]
- 2019 : Finaliste, Anne-Marie Rioux, Yves Dumont, Une visite inattendue[26]
- 2020 : Finaliste, Mélanie Fortin, Philippe Béha, Léonard, le mouton qui ne voulait pas être tricoté[27]
- 2021 : Finaliste, Katia Canciani, Antoine Déprez, Sofia et le marchand ambulant[28]
- 2021 : Finaliste, Roxane Brouillard, Giulia Sagramola, Mon chien banane[28]
- 2022 : Finaliste, Orbie, La morve au nez[29]

Prix Tamarac
- 2022 : Finaliste, André Leblanc, Louis Riel et le pays improbable[30]

Prix AQPF-ANEL
- 2017 : Gagnant, Catherine Buquet, Marion Arbona, Sous le parapluie
- 2019 : Finaliste, Claudie Stanké, Barroux, Ça suffit[31]

Prix Chen Bochui International Children's Literature Awards
- 2016 : Gagnant, Thomas Scotto, Barroux, Une guerre pour moi

Nami Concours
- 2015 : Prix Purple Island, Julie Pearson, Manon Gauthier, Elliot
- 2017 : Prix Purple Island, Anne-Sophie Tilly, Julien Chung, Dépêche toi!

Prix illustrations jeunesse du Salon du livre de Trois-Rivières
- 2021 : Gagnant, François Blais, Valérie Boivin, L'horoscope

Prix Hubert Reeves
- 2019 : Finaliste, Élise Gravel, Le fan club des champignons

Prix du livre jeunesse de bibliothèques de Montréal
- 2020 : Finaliste, Pierrette Dubé, Audrey Malo, Les fables extravagantes de Conrad le corbeau[32]
- 2021 : Finaliste, Roxane Brouillard, Giulia Sagramola, Mon chien banane
- 2021 : Finaliste, Valérie Fontaine, Nathalie Dion, Le grand méchant loup dans ma maison
- 2022 : Gagnant, Orbie, La fin de poux[33]